# Водоспад Сіната
Сіната — водоспад (Catarata de Corontachaca) знаходиться за кілька миль на захід від міста Педро Руїса. Водоспад сягає 90 м. Це придорожній водоспад.
- Водоспад Ґокта
- Водоспад Юмбілла
- Водоспад Три сестри
- Водоспад Сіната
- Водоспад Мачу-Пікчу